# NSDHL
NSDHL (англ. NAD(P) dependent steroid dehydrogenase-like) – білок, який кодується однойменним геном, розташованим у людей на X-хромосомі. Довжина поліпептидного ланцюга білка становить 373 амінокислот, а молекулярна маса — 41 900.
| 10         |  | 20         |  | 30         |  | 40         |  | 50         |
| ---------- |  | ---------- |  | ---------- |  | ---------- |  | ---------- |
| MEPAVSEPMR |  | DQVARTHLTE |  | DTPKVNADIE |  | KVNQNQAKRC |  | TVIGGSGFLG |
| QHMVEQLLAR |  | GYAVNVFDIQ |  | QGFDNPQVRF |  | FLGDLCSRQD |  | LYPALKGVNT |
| VFHCASPPPS |  | SNNKELFYRV |  | NYIGTKNVIE |  | TCKEAGVQKL |  | ILTSSASVIF |
| EGVDIKNGTE |  | DLPYAMKPID |  | YYTETKILQE |  | RAVLGANDPE |  | KNFLTTAIRP |
| HGIFGPRDPQ |  | LVPILIEAAR |  | NGKMKFVIGN |  | GKNLVDFTFV |  | ENVVHGHILA |
| AEQLSRDSTL |  | GGKAFHITND |  | EPIPFWTFLS |  | RILTGLNYEA |  | PKYHIPYWVA |
| YYLALLLSLL |  | VMVISPVIQL |  | QPTFTPMRVA |  | LAGTFHYYSC |  | ERAKKAMGYQ |
| PLVTMDDAME |  | RTVQSFRHLR |  | RVK        |  |            |  |            |

A: Аланін

C: Цистеїн

D: Аспарагінова кислота

E: Глутамінова кислота

F: Фенілаланін

G: Гліцин

H: Гістидин

I: Ізолейцин

K: Лізин

L: Лейцин

M: Метіонін

N: Аспарагін

P: Пролін

Q: Глутамін

R: Аргінін

S: Серин

T: Треонін

V: Валін

W: Триптофан

Кодований геном білок за функціями належить до оксидоредуктаз, фосфопротеїнів. 
Задіяний у таких біологічних процесах, як метаболізм ліпідів, метаболізм холестеролу, метаболізм стероїдів, метаболізм стеролів, біосинтез ліпідів, біосинтез холестеролу, біосинтез стероїдів, біосинтез стеролів, ацетилювання. 
Білок має сайт для зв'язування з НАД. 
Локалізований у мембрані, ендоплазматичному ретикулумі, ліпідних краплях.